# Tilli-Hanum Planitia
Tilli-Hanum Planitia est une plaine située sur Vénus dans les quadrangles d'Atalante Planitia et de Meskhent Tessera. Elle a été nommée en référence à Tilli-Hanum, héroïne de l'épopée azérie Ker-ogly.